# 鯉渕信也
鯉渕信也（こいぶち しんや）は日本の自治体職員。元横浜市教育委員会教育長。

## 来歴
東京大学経済学部卒業。在学中はキリスト者学生会に関わり、1979年には関東地区実行委員長、1980年卒業生会役員を務めた。 1980年 厚生省に入省。大臣官房政策課調査室で勤務。生活困窮者など社会的弱者の支援を志したが､「国の仕事は抽象度が高かった」と、1983年 横浜市へ転職。福祉局長寿社会課長や福祉局企画経理課長などを経て、2010年4月 こども青少年局長。2015年4月 健康福祉局長。2018年4月1日より横浜市教育委員会教育長。2024年4月横浜市教育長を退任。
日本福音キリスト教会連合十日市場めぐみキリスト教会所属。妻、娘二人もKGKの卒業生であり、KGKに於いては重鎮の扱いであもある。また、長女の夫は牧師であり、同じグループに属する白岡福音キリスト教会で牧会をしている。

## 不祥事

### 教員による性犯罪裁判の傍聴妨害
教育長在任中、市立学校教員による生徒、児童に対する4件の性犯罪事件に対する2019年から2024年までの裁判の11回の公判に大量の職員が動員され、一般の人の傍聴ができないようにしていた。

### 生徒自殺の重大事態隠蔽
2020年3月に発生した市立中学校の女子生徒が自殺した事件が2024年3月に発覚。同月に第三者委員会が公表した調査報告書で、学校側が行った基本調査の報告書から、「いじめ」の文言を削除するよう学校に指導していたことが明らかになった。